# Påryd
Påryd is een plaats in de gemeente Kalmar in het landschap Småland en de provincie Kalmar län in Zweden. De plaats heeft 657 inwoners (2005) en een oppervlakte van 116 hectare.